# Orthodoxe Kathedrale von Sibiu

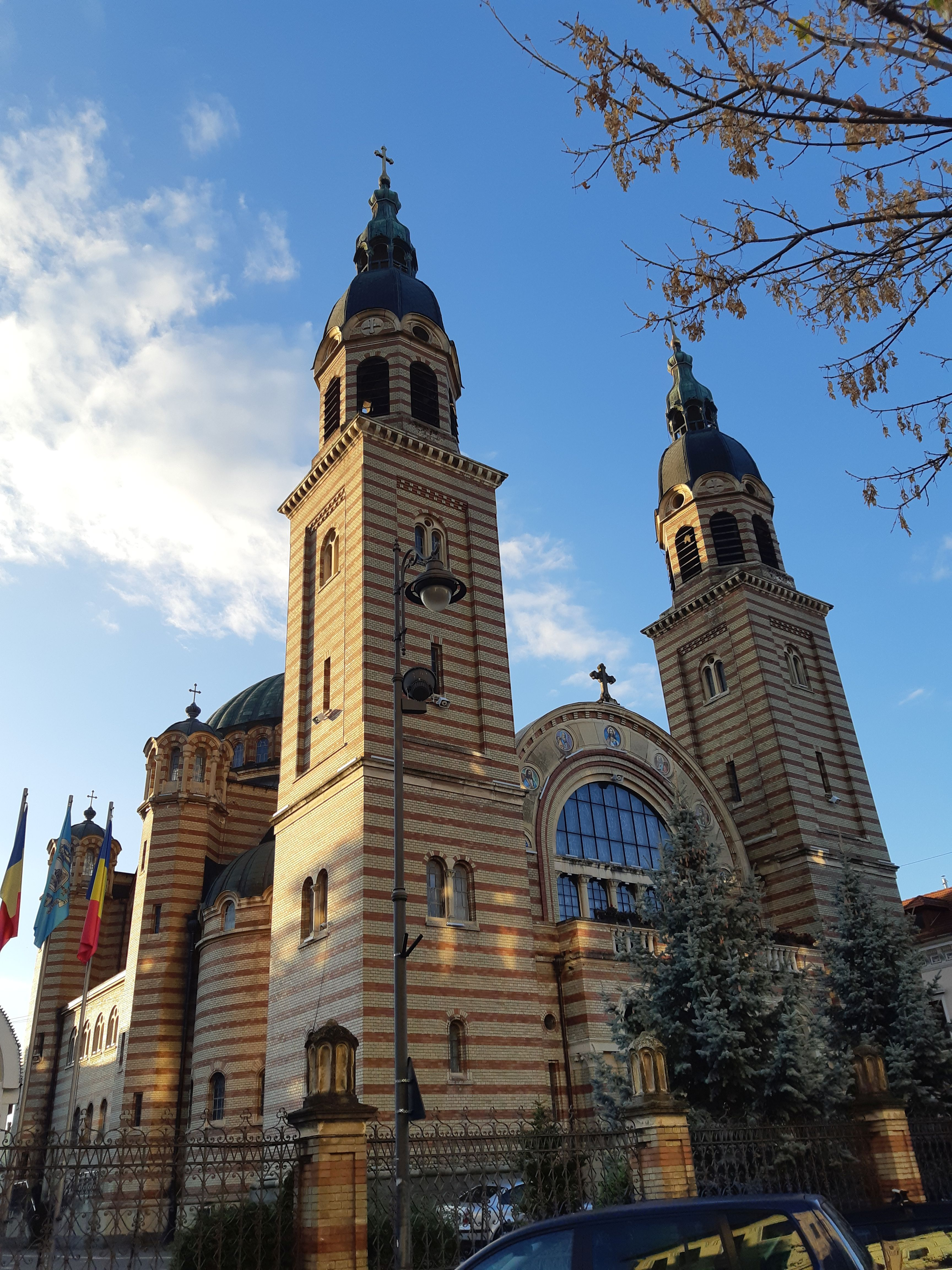
Orthodoxe Kathedrale in Sibiu

Die orthodoxe Kathedrale Heilige Dreifaltigkeit  (rumänisch Catedrala Ortodoxa Sfânta Treime) ist ein Gotteshaus der Rumänisch-Orthodoxen Kirche in Sibiu (dt. Hermannstadt) und Sitz der Metropolie für Siebenbürgen.

## Geschichte
Die Initiative zum Bau der Kathedrale geht auf den siebenbürgischen Bischof Andrei Șaguna zurück, der bereits 1857 Kaiser Franz Joseph I. um Erlaubnis bat, Spenden für den Bau einer orthodoxen Kathedrale in Hermannstadt zu sammeln. Șaguna selbst spendete 2000 Gulden, Kaiser Franz Joseph I. steuerte weitere 1000 Gulden bei. Die eigentlichen Bauarbeiten begannen jedoch erst 1902 unter Metropolit Ioan Mețianu. Die Kathedrale wurde auf dem Gelände einer früheren griechischen Kirche errichtet, die bis dahin als Bischofskirche diente. Die Weihe erfolgte am 30. April/13. Mai 1906 durch Metropolit Ioan Mețianu im Beisein des Bischofs von Arad, Ioan Papp, und zahlreicher Geistlicher und Gläubiger.
Die Kathedrale wurde von den ungarischen Architekten Virgil Nagy und Josef Kamner aus Budapest entworfen und ist im neobyzantinischen Stil gehalten. Sie orientiert sich in ihrer Formgebung an der Hagia Sophia in Konstantinopel.

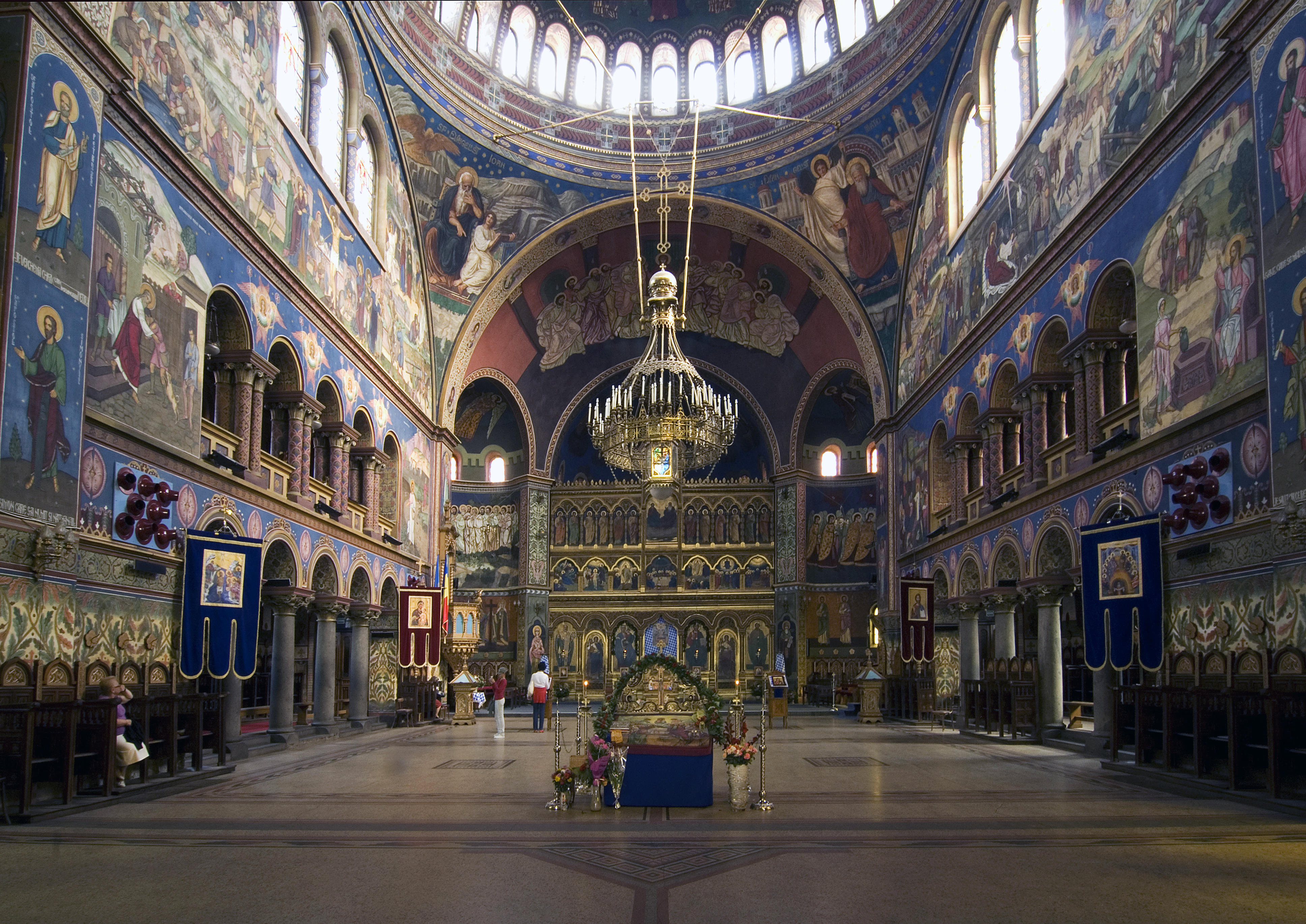
Innenraum

## Architektur

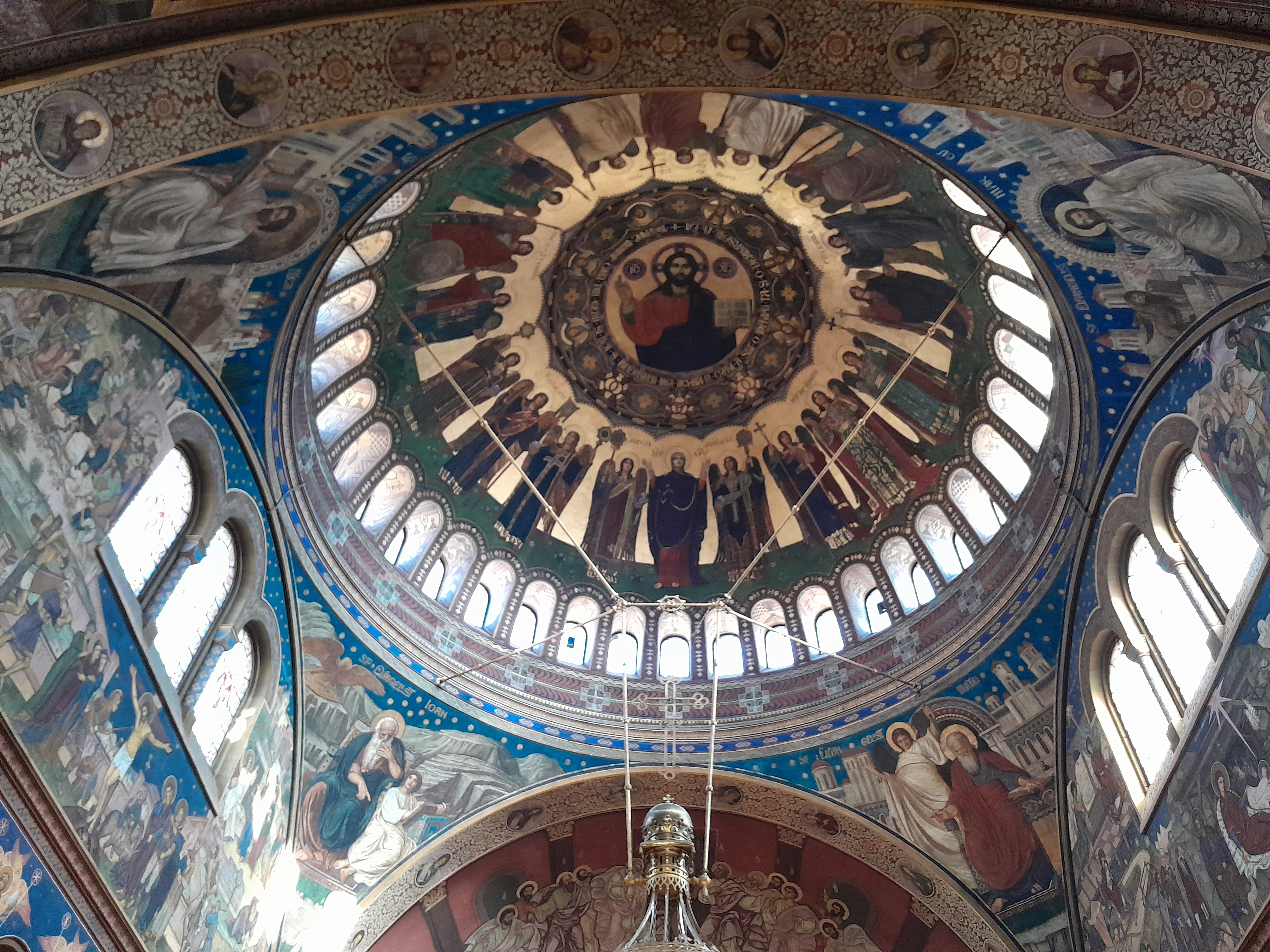
Innenraum im Jahr 2025

Der Bau besitzt einen quadratischen Grundriss mit einer zentralen Kuppel und vier Ecktürmen, die ebenfalls von Kuppeln bekrönt werden. Er misst in der Länge 53,10 Meter und in der Breite 25,40 Meter. Die zentrale Kuppel erhebt sich 24,70 Meter über dem Boden und besitzt einen Durchmesser von 15 Metern. Die Türme, die jeweils mit einem goldenen Kreuz gekrönt sind, erreichen eine Höhe von 43 Metern. Die Fassade besteht aus abwechselnden Reihen gelber und roter Ziegel. Über dem Eingangsbereich ragen die beiden Haupttürme empor, deren goldene Kreuze weithin sichtbar sind. Der Haupteingang an der Westfassade wird durch einen Portikus mit drei Bögen und vier Säulen betont, der Besucher in das Innere der Kathedrale führt. Die ursprüngliche Wand- und Ikonostasemalerei im Innenraum stammt von Octavian Smigelschi und Arthur Coulin.

## Glocken
Die Kathedrale verfügt über vier Glocken, die am 13. Dezember 1904 geweiht wurden. Die größte Glocke befindet sich im Nordturm und wiegt 1345 kg. Sie trägt die Inschrift: 
În tot pământul a ieşit vestirea lor şi la marginile lumii graiurile lor. (Ihre Verkündigung ist in die ganze Welt hinausgegangen, und ihre Botschaft bis an die Enden der Welt.)